# Ostrygi Gór Skalistych

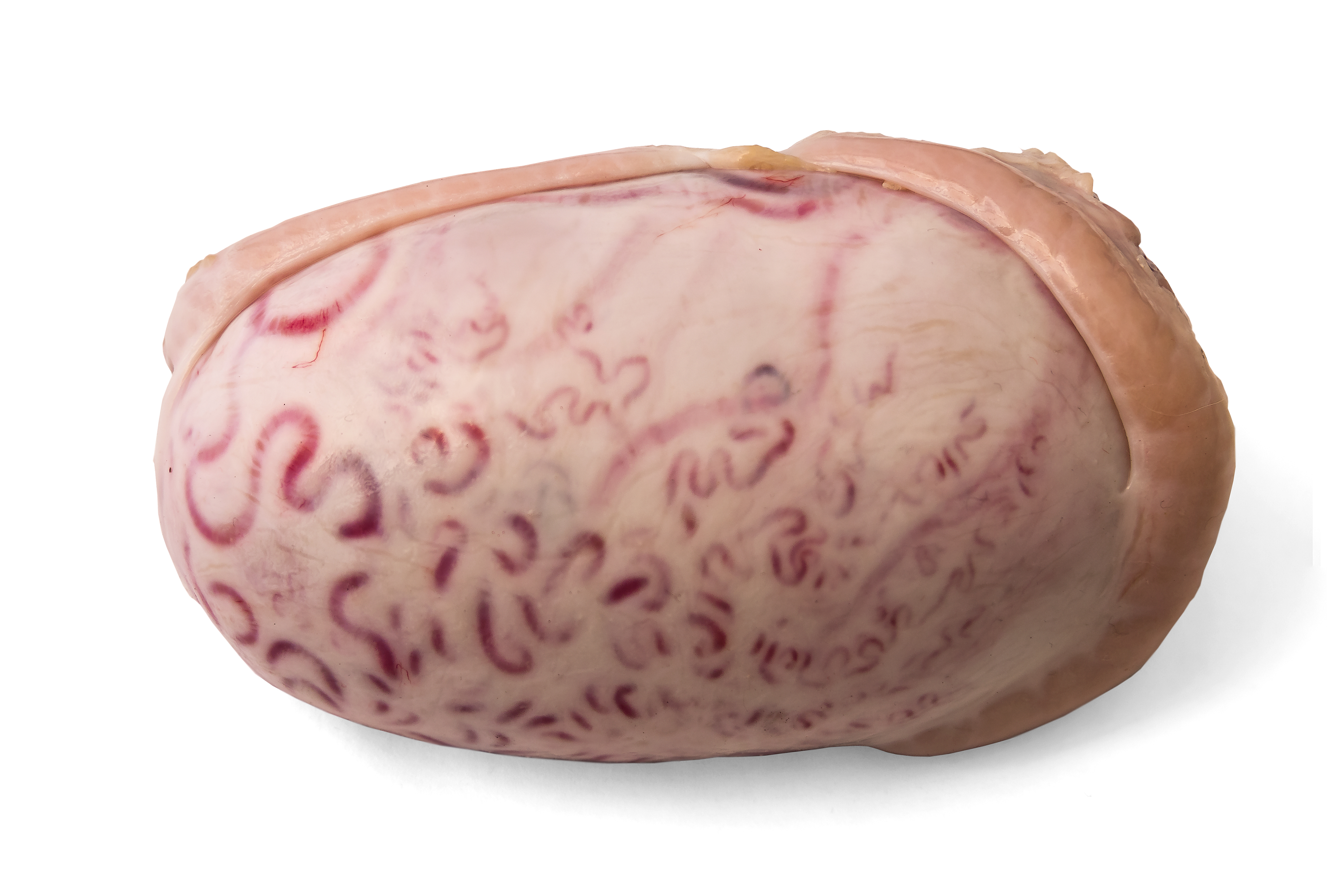
Bycze jądro przed przyrządzeniem

Ostrygi Gór Skalistych (ang. Rocky Mountain oyster lub mountain oysters, w Kanadzie prairie oysters, czyli ostrygi preriowe, fr. animelles) – potrawa kuchni amerykańskiej i kanadyjskiej, charakterystyczna dla rejonu Gór Skalistych, najczęściej serwowana jako przystawka. Przyrządzona jest z jąder byka (czasem bizona, świni lub owcy), które są smażone najczęściej w głębokim tłuszczu po oskórowaniu i obtoczeniu w mące, pieprzu i soli, a czasami rozbijane na płasko.

## Historia
Potrawa została stworzona przez farmerów z regionu Gór Skalistych, celem zaspokojenia popytu na niedrogie, kaloryczne pożywienie, a jednocześnie zapobieżeniu marnotrawstwu mięsa. Pierwotnie grillowano jądra na żarze. Z czasem stały się popularne na zachodzie USA i Kanady. Kastracja młodych zwierząt jest powszechnie stosowana na farmach do kontrolowania rozrodu, stymulowania wzrostu mięśni szkieletowych wołowiny i regulowania temperamentu zwierząt.

## Przyrządzanie, wartość odżywcza i dodatki
Ostrygi z Gór Skalistych mogą być smażone, duszone, pieczone i gotowane w koszulce. Najczęściej są oskórowane, bite na płasko, obtoczone mąką, solą i pieprzem, a potem smażone, w tym na głębokim tłuszczu. Na terenie Kanady są panierowane i zwykle podawane z demi-glace (esencjonalnym i aromatycznym bulionem), a w USA towarzyszy im sos koktajlowy.
Same jądra są bogate w witaminy, minerały i białko, ale ich zdrowotność obniża sposób przyrządzania (smażenie). Według konsumentów w smaku przypominają wołowinę, choć niektórzy smakosze wskazują na podobieństwo do kalmarów, w szczególności z uwagi na gumowata konsystencję. Ostrygi górskie są atrakcją festiwali kulinarnych, m.in. Testy Festy w Montanie.
Danie nie jest popularne poza amerykańskim Zachodem, ale jest czasami przystawką w restauracjach o tematyce zachodniej. Zazwyczaj podaje się je wówczas jako smażone w głębokim tłuszczu plastry, obficie polane ostrym sosem - tak jak zwykłe przekąski barowe. Wynkoop Brewing Company wyprodukowała piwo typu stout z dodatkiem byczych jąder (seria była limitowana).

## Nazwa
Nazwa dania pochodzi od śluzowatego wyglądu półproduktu. Inne nazwy to: kowbojski kawior (ang. cowboy caviar), tańcząca wołowina (ang. swinging beef), polędwica z Montany (ang. Montana tendergroin) lub narybek byka (ang. bollocks or bull).

## Kultura
Potrawę konsumował w dużej ilości Chevy Chase w filmie Rozkoszny domek (dopiero po konsumpcji poinformowano go, co zjadł).